# Melitaea kansicola
Melitaea kansicola är en fjärilsart som beskrevs av Felix Bryk 1940. Melitaea kansicola ingår i släktet Melitaea och familjen praktfjärilar. Inga underarter finns listade i Catalogue of Life.